# Blekinges landskapsvapen
Blekinges landskapsvapen blasoneras på följande sätt: I blått fält en ek med tre kronor uppträdda på stammen, allt i guld. Vapnet kan, i likhet med alla svenska landskapsvapen, krönas av en hertiglig krona.
Vapnet skapades för att representera det nyligen med Sverige införlivade landskapet i samband med kung Karl X Gustavs jordfästning år 1660. Först i samband med en förnyad fastställelse år 1944 slogs det fast att trädet är en ek.
Blekinge var såvitt man vet det enda av de så kallade Skånelandskapen, som under medeltiden förde ett gemensamt sigill för de olika häraderna. Det visade i blått fält en med bladverk smyckad kulle, vilken höjde sig ur växelvis blå och vita böljor och överst var krönt med en gyllene krona.
Blekinge län för ett vapen identiskt med landskapets,  när länsvapnet används av länsstyrelsen, kan det krönas av kunglig krona.
Av de blekingska häradernas och städernas vapen är endast två kända från medeltiden: Medelstads härads och Elleholms, båda visande Sankt Laurentii halster.

## Bildgalleri

Blekinges landskapsvapen, broderat för hästtäcke buret vid Karl X Gustavs begravning den 4 november 1660. Finns på Livrustkammaren.